# Deepal G318
Deepal G318 — среднеразмерный гибридный внедорожник, выпускающийся китайской компанией Changan под брендом Deepal. Продажи начались в первом квартале 2024 года.

## Описание
В январе 2024 года подразделение Deepal представило третью модель, на этот раз отойдя от «агрессивного» и современного стиля моделей SL03 и S7. G318, получивший своё название от шоссе, соединяющего восточное побережье Китая с Тибетским автономным районом, был выдержан в строгой эстетике угловатого внедорожника с пропорциями, напоминающими внедорожники повышенной проходимости.
Передняя панель украшена полноценной светодиодной подсветкой в форме буквы «С», а также багажной полкой на крыше с дополнительными световыми сегментами. Массивные бамперы были плавно соединены с чёрными пластиковыми колёсными арками, колёса были установлены на толстых шинах для бездорожья, а задняя часть была увенчана крышкой багажника с запасным колесом, расположенным снаружи. Задние фонари имеют минималистичную форму.

## Технические характеристики
G318 оснащён 1,5-литровым бензиновым двигателем с турбонаддувом мощностью 148 л. с., который выполняет функцию так называемого расширителя диапазона, увеличивая его в комбинированном цикле и не передавая мощность непосредственно на колёса. Это обеспечивается электродвигателем, который в базовой версии развивает мощность 248 л. с., а в топовой версии вместе с дополнительным двигателем развивает мощность 424 л. с. Имеются аккумуляторы ёмкостью 18,4 кВт*ч и 35,1 кВт*ч.